# 倚天資訊
倚天資訊股份有限公司是一家位於台灣的電子生產商，專於精密的手持設備。
倚天資訊於1986年3月27日在台北市創立，初時因其用於DOS作業系統電腦的中文系統「倚天中文系統」而知名。該公司持續發明了多種建基於其表現中文字符經驗的電腦硬體與軟體產品，推出市面的包括桌面出版軟件、雷射印表機與基於Microsoft Windows的輸入系統。
Windows興盛之後，DOS系統沒落，連帶使中文系統市場萎縮；倚天資訊開始轉型，推出股票分析軟體「股博士」。1997年，倚天轉向手持設備，發明了可實時股票交易傳呼機（簡稱「股票機」）「傳訊王」，在台灣金融界相當流行。在21世紀，倚天以PDA為基礎跨入行動市場，推出智慧型手機。2006年10月，倚天集中生產基於Windows Mobile及DAB接收器的先進通訊設備，推出自有品牌「glofiish」。2008年3月3日，宏碁宣佈以新臺幣90億元、每股1.07元併購倚天全部股權，倚天股東約持有宏碁6%股份；倚天成為宏碁子公司，宏碁藉其基礎進軍行動市場。
2021年6月，倚天資訊與酷碁科技合併成立倚天酷碁，為宏碁子公司。

## 沿革

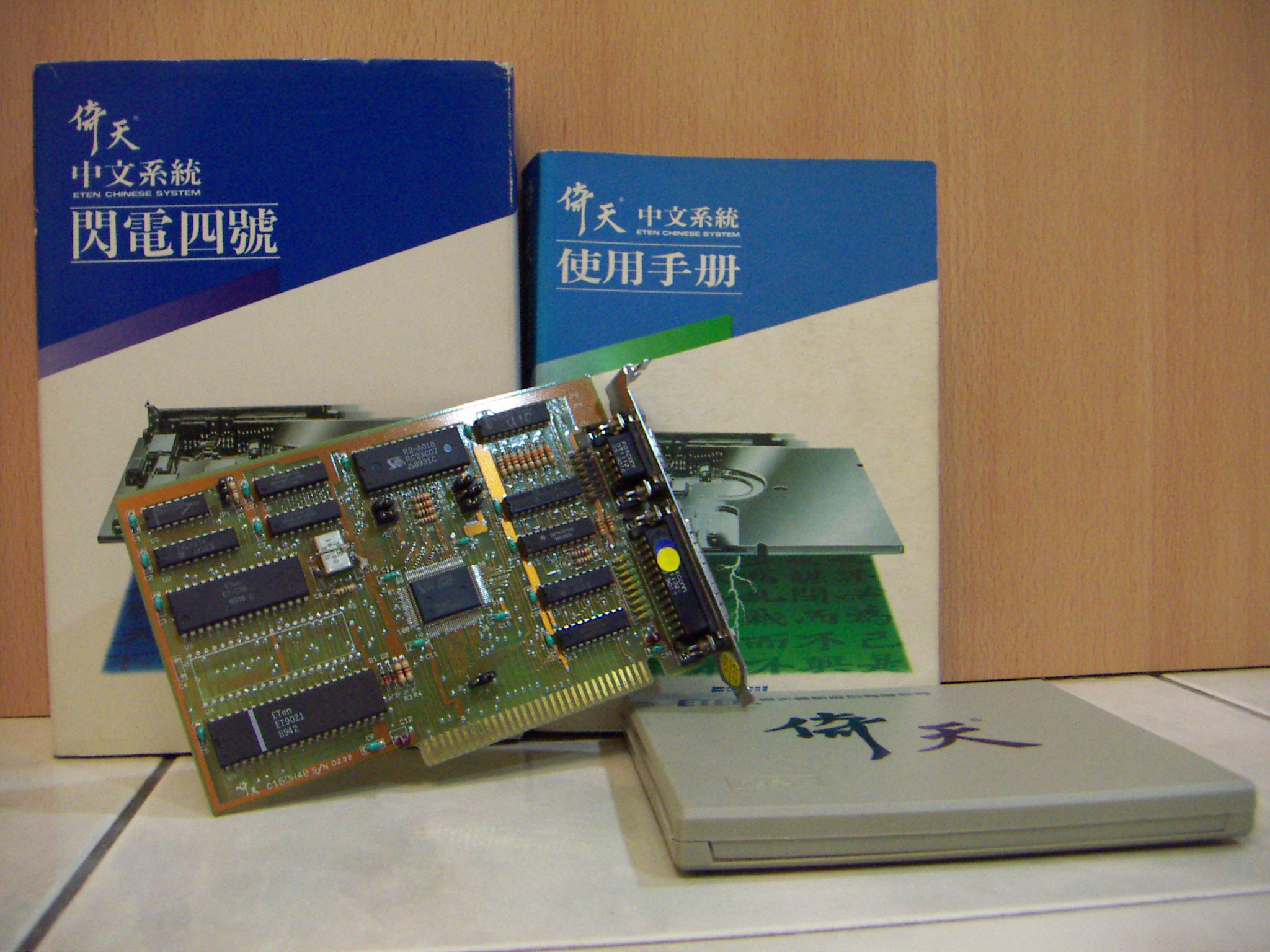
倚天中文系統閃電四號卡，外盒左上角為倚天資訊第一代商標

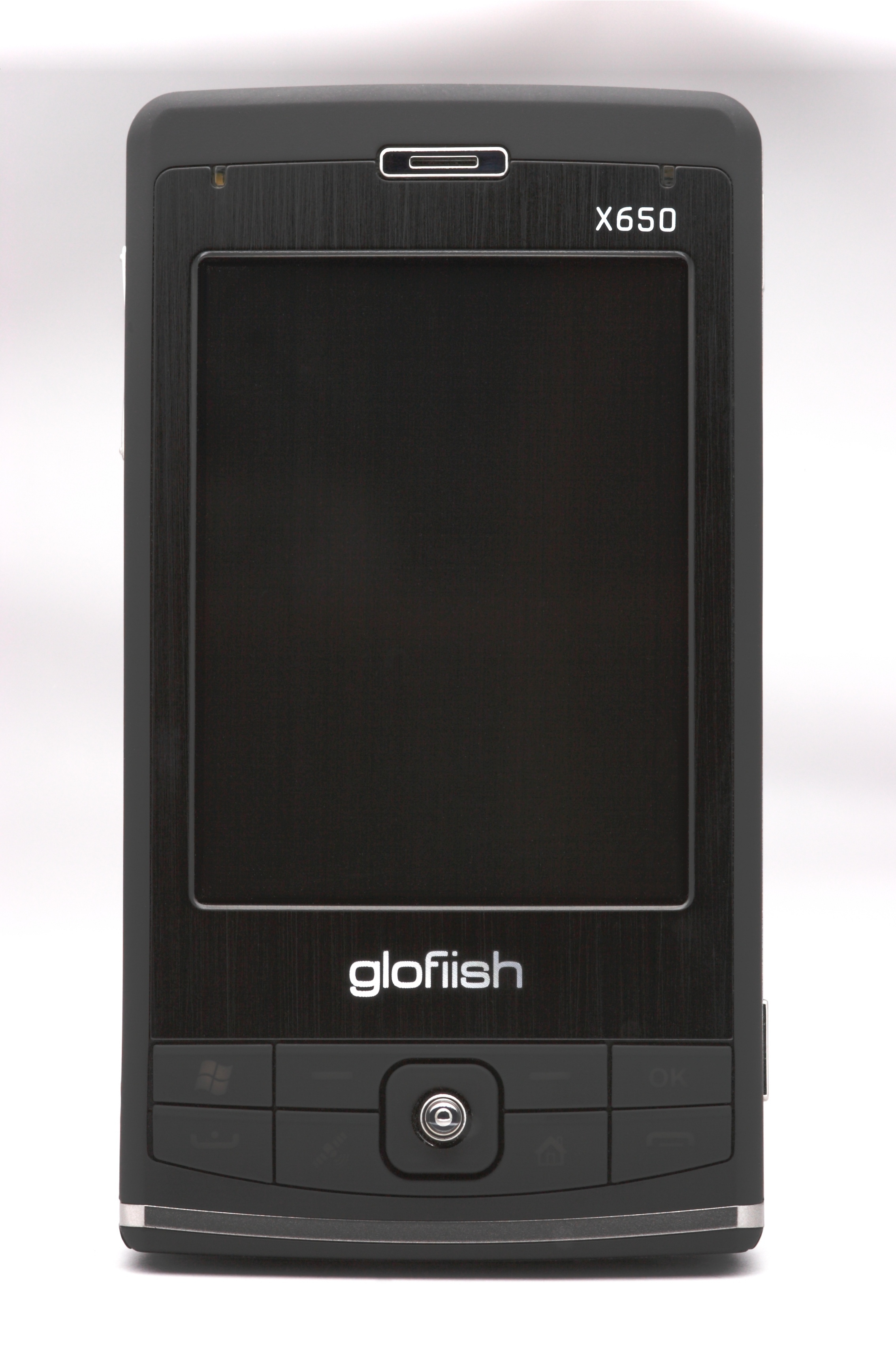
倚天X650手機

- 1985年1月，六位創始股東成立「凌壹資訊股份有限公司」，開發微電腦中文系統。
- 1985年11月，第一代卡式中文系統「倚天中文系統ET2416」問世。
- 1986年3月27日，「倚天資訊股份有限公司」成立，資本額為新台幣200萬元。
- 1986年8月，倚天資訊推出「飛碟」系列（ET-2416F）。
- 1987年1月，倚天資訊推出台灣第一套積木式中文系統「ET-2416B」。
- 1987年3月，倚天資訊與佳能企業（Ability Enterprise Co., Ltd.）合作開發「天藝影像編輯系統」。
- 1987年8月，倚天資訊推出第三代中文卡，採用超大型積體電路，是台灣第一套將顯示卡與字型卡合一的單片介面卡設計的中文系統（如「閃電一號」、「閃電二號」、「霹靂一號」、「霹靂二號」）。
- 1988年3月，倚天資訊推出彩色中文系統「彩虹一號」。
- 1988年4月，倚天資訊推出桌上排版系統「新翰藝中文出版系統」。
- 1988年12月，倚天資訊推出韓文、簡體中文系統，並開發行列輸入法。
- 1989年4月，倚天資訊推出台灣第一套解析度為1024*768的彩色中文系統「彩虹三號」。
- 1989年5月，倚天資訊推出台灣第一套具備高速緩存（Cache）與下載（Download）功能的雷射印表機視頻介面卡「ETV10」。
- 1989年6月，倚天資訊推出「漢光雷射印表機」（VLP300/400ST）。
- 1990年1月，倚天資訊推出首創彩色顯示的桌上排版系統「新翰藝中文出版系統1.50」。
- 1990年6月，倚天資訊「飛碟四號」獲選為「IBM PS/55 Hummingbird」標準配備。
- 1990年7月，倚天資訊推出台灣第一套採用極限記憶管理技術之中文系統「倚天中文系統2.0」。
- 1990年11月，倚天資訊推出同時支援簡體中文及繁體中文的中文系統「倚天簡繁中文系統」。
- 1991年1月，倚天資訊與惠普公司合作開發X Window系統專用的中文桌上排版系統。
- 1991年4月，倚天資訊代理、生產MS-DOS 5.0版。
- 1991年11月，倚天資訊推出台灣第一個採用繪圖加速顯示晶片的中文系統「彩虹五號」。
- 1992年2月，倚天資訊推出「倚天中文系統3.0」。
- 1992年9月3日，倚天資訊在台灣證券交易所股票上市，上市股票代號為2432。[來源請求]
- 1993年3月，倚天資訊推出「神雕筆手寫辨識系統」。
- 1993年4月，倚天資訊與惠普公司簽約，成為HP Palmtop台灣總代理。
- 1993年5月，倚天資訊推出「倚天中文系統3.50」與「倚天注音中文」。
- 1993年11月，倚天資訊推出「倚天圖龍字集」。
- 1993年12月，倚天資訊推出1024×768解析度的碟版中文系統「飛碟24」，可在螢幕上顯示24*24字型。
- 1994年3月，倚天資訊推出簡繁中文轉換工具軟體「兩岸橋」。
- 1994年8月，倚天資訊推出「中文系統、防毒卡、VGA卡」三合一介面卡「倚天彩虹三效卡」。
- 1994年12月，倚天資訊開發（與佳能企業合作）的中文雷射印表機上市。
- 1995年6月，倚天資訊推出DOS版「倚天中文ET2000」。
- 1995年12月，倚天資訊推出Windows 95中文版專用版「倚天中文ET2000」。
- 1996年4月，倚天資訊推出Microsoft Windows中文版專用的TrueType字集。
- 1996年5月，倚天資訊設立光碟壓片廠，並引進第一條生產線。
- 1996年10月，倚天資訊與Mapinfor簽約，成為Mapinfor台灣代理商。
- 1996年12月，倚天資訊推出海報製作軟體「PrintMagic」與語音軟體「VoiceBank」。
- 1997年4月，倚天資訊推出台灣第一套利用網際網路的Windows 95專用即時證券軟體「股博士即時證券系統」。
- 1997年6月，倚天資訊推出智慧型注音輸入法軟體「倚天忘形97」與手寫輸入設備「倚天神雕小子」。
- 1997年8月，倚天資訊與中華電信簽約，共同經營「傳訊王」無線電叫人資訊廣播業務。
- 1997年11月，倚天資訊推出「股博士」2.0版。
- 1997年12月，倚天資訊推出台灣第一部「資訊服務、個人傳呼、個人數位助理（PDA）」三合一的智慧型中文傳呼機「傳訊王加值型金融收信器」。
- 1998年3月，倚天資訊通過ISO 9002認證。
- 1998年5月，倚天資訊推出可全區接收資訊廣播的「傳訊王」第二代機種。
- 1998年12月，倚天資訊推出採用FLEX網路傳輸協議的「傳訊王高智商股票機」，榮獲台灣精品獎。
- 1999年5月14日，倚天資訊股票在財團法人中華民國證券櫃檯買賣中心上櫃，上櫃股票代號為5390。[2]
- 1999年6月，「傳訊王」進軍中國大陸；「傳訊王」推出「行動號子」功能，跨入電子商務領域。
- 1999年10月，倚天資訊與裕隆汽車合作開發汽車專用PDA「PVA行動秘書」。
- 1999年11月，倚天資訊推出「傳訊王2000」經典型與豪華型。
- 1999年12月，倚天資訊總經理馬惠群榮獲「傑出資訊人才獎」。
- 2000年2月，倚天資訊與世華聯合商業銀行及華信商業銀行合作推出「隨身銀行」。
- 2000年9月11日，倚天資訊股票下櫃，上市[3]。
- 2001年3月，倚天資訊與台灣著名投資評論家月涵（Peter Kurz）合作提供月涵股份有限公司（MrTaiwan.com）的投資顧問服務。
- 2001年7月，倚天資訊推出全球第一台彩色金融股票機「傳訊王C300」。
- 2002年6月，倚天資訊推出全球第一台金融PDA「S100」。
- 2002年7月，倚天資訊推出全球第一台內建Pocket PC 2002與GPRS模組的PDA「InfoTouch P600」、內建IEEE 802.11b無線網路模組的PDA「InfoTouch P610」、以GPRS為基礎的股市報價下單及國際金融行情報價系統「M-Stock」。
- 2002年8月，倚天資訊推出全球第一台亮彩金融PDA「C350」。
- 2002年10月，倚天資訊與中華電信聯合發表第二代行動加值服務「emome333生活宅急便」。
- 2003年7月，倚天資訊在台北國際電腦展展示全球第一台內建Pocket PC Phone Edition中文版的PDA「Pocket PC 300/700」。
- 2003年9月，倚天資訊推出台灣第一支外匯行動單機「倚天M-Forex」。
- 2004年1月，倚天資訊推出第一支內建聲控操作軟體的智慧型手機「倚天P300智慧聲控電腦手機」。
- 2004年9月，倚天資訊推出第一台支援外接顯示器的股票機「倚天C360」。
- 2005年10月，倚天資訊推出全球最小的內建Wi-Fi與Skype技術的智慧型手機「倚天M600」。
- 2006年5月，倚天資訊推出全球第一支內建GPS功能的智慧型手機「倚天藍鑽G500」。
- 2006年10月，倚天資訊推出自有品牌「glofiish」。
- 2007年1月31日，倚天資訊、元大京華證券、兆豐證券、日盛證券、台証綜合證券與台灣網路認證公司（Taiwan Certificate Authority Corporation；TWCA）宣佈共同推動台灣證券交易所制定的公開金鑰憑證（Certificate Authority）。
- 2007年9月4日，倚天資訊推出採用Windows CE的英文學習專用PDA「倚天L610」。
- 2008年1月21日，倚天資訊推出智慧型手機專用股市看盤軟體「M-Stock touch」。
- 2008年3月3日，宏碁宣佈併購倚天資訊。[4]
- 2008年9月5日，倚天資訊股票停止公開發行。
- 2012年3月24日，倚天資訊總部從台北市內湖區陽光街256號搬遷至台北市內湖區瑞光路68號6樓。
- 2021年6月1日，倚天資訊與酷碁科技正式合併，改名為倚天酷碁[1]。

## 外部連結
- 倚天資訊（页面存档备份，存于）

1. 1 2  . TechNews 科技新報.   [2021-12-14]. （原始内容存档于2021-12-14） （中文（臺灣））.
2. ↑  倚天資訊今天完成上櫃，軟體業第二波上櫃潮年底浮現 （页面存档备份，存于），iTHome 1999-05-04。
3. ↑  .   [2021-05-11]. （原始内容存档于2021-05-11）.
4. ↑  宏碁卡位 90億併購倚天 （页面存档备份，存于），自由時報 2008-03-04。